# La Bâtiaz
La Bâtiaz is een plaats en voormalige gemeente in het Zwitserse kanton Wallis. La Bâtiaz heet ligt aan de rivier de Dranse.

## Geschiedenis
In de 13e eeuw werd op een verhoogde plaats boven La Bâtiaz een fort met een donjon gebouwd, het Château de la Bâtiaz. Vanaf de donjon is er een ver uitzicht over het Rhônedal. In 1717 werd het voor de laatste keer voor de verdediging gebruikt. De honderd jaar daarna werd er niets meer aan de vesting gedaan, totdat in de 19e eeuw de toren werd gerestaureerd.
Tot 1845 hoorde La Bâtiaz bij Martigny-Combe, maar in dat jaar splitste het zich af en was tot en met 1956 een zelfstandige gemeente.
In 1956 is het gefuseerd met Martigny-Ville. In 1964 is Martigny-Ville weer gefuseerd, waardoor La Bâtiaz nu deel is van de gemeente Martigny.
- Gemeinsame Normdatei: 4638550-2
- Historisch woordenboek van Zwitserland: 003297
- Virtual International Authority File: 239203618